# Pretrešnja
Pretrešnja (en serbe cyrillique : Претрешња) est un village de Serbie situé dans la municipalité de Blace, district de Toplica. Au recensement de 2011, il comptait 109 habitants.

## Démographie
| 1948 | 1953 | 1961 | 1971 | 1981 | 1991 | 2002 | 2011 |
| ---- | ---- | ---- | ---- | ---- | ---- | ---- | ---- |
| 547  | 572  | 517  | 379  | 266  | 217  | 150  | 109  |

|  |